# 甸子村
39°47′40″N 118°08′40″E / 39.794346°N 118.144538°E

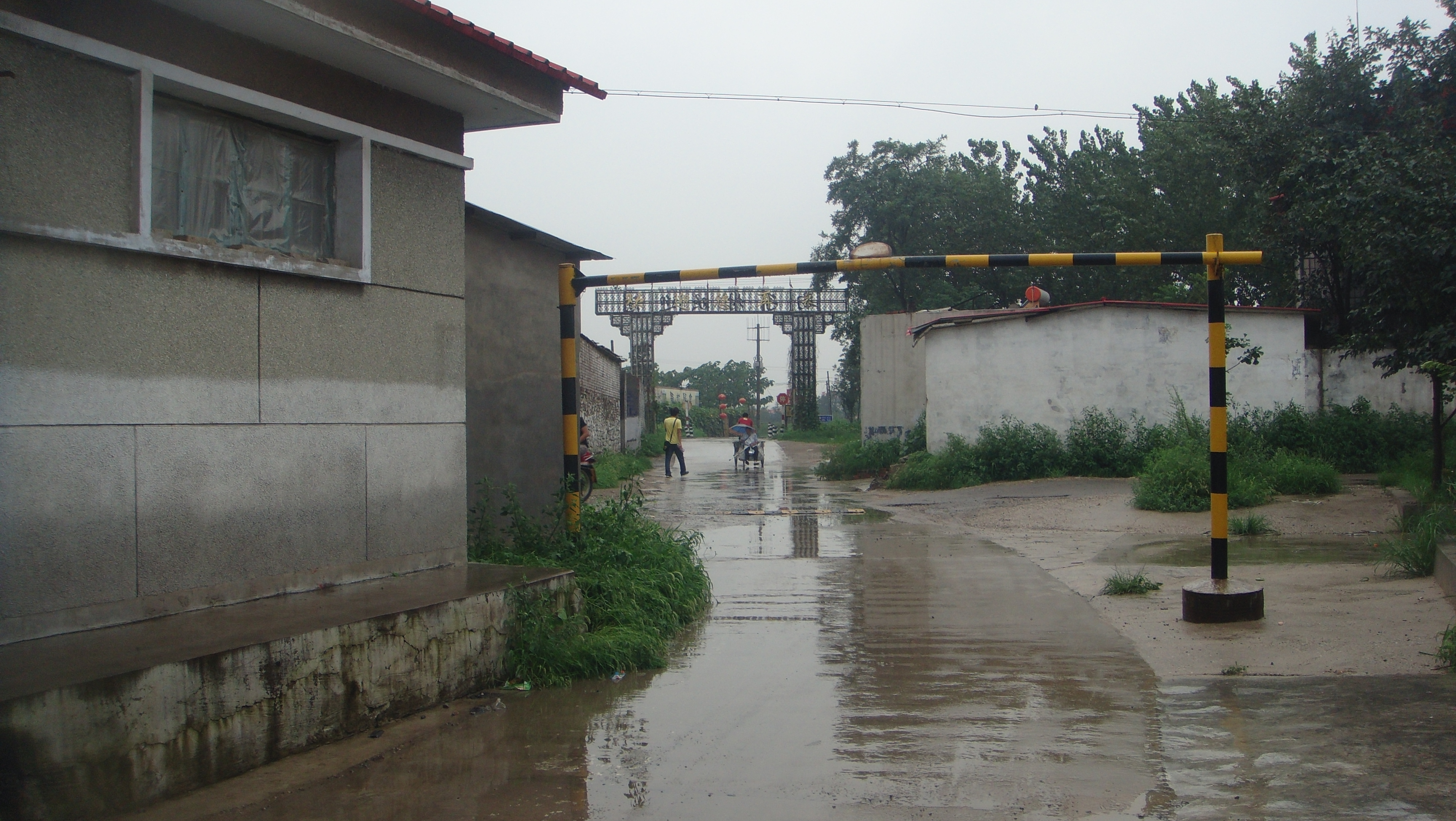
甸子村村口

甸子村，位于河北省唐山市丰润区银城铺镇，112国道和唐遵铁路以东，村西北又设有丰润南站。主要姓氏有徐、张、姚、鲁等。

## 历史
相传，明朝时大八里庄有个财主，在村西开设了旅店，称店子上，后改称店子。
1942年建立村共产党政权，隶属于丰滦迁联合县三总区，化名秦皇岛。1946年，归丰润县十区管辖。1953年，实行乡制，属大八里庄乡。1956年，撤区并乡，归丰润县南台乡。1960年，正式命名命名为甸子。1958年、1961年、1979年3月、1981年1月，分别归属为丰润县城关人民公社、南台人民公社、常庄人民公社、谷庄子人民公社管辖。1984年5月，改社为乡人民政府，大队管理委员会同时改为村民委员会。1996年10月30日，经河北省人民政府同意，唐山市撤销新区谷庄子乡，将其所辖的甸子村等并入银城铺乡。12月13日，当地正式予以变更。

## 地理
甸子村西北有丰润南站，为1972年建成的四等站，建成后隶属于北京铁路局天津铁路分局丰润车务段。

## 事件

### 甸子惨案

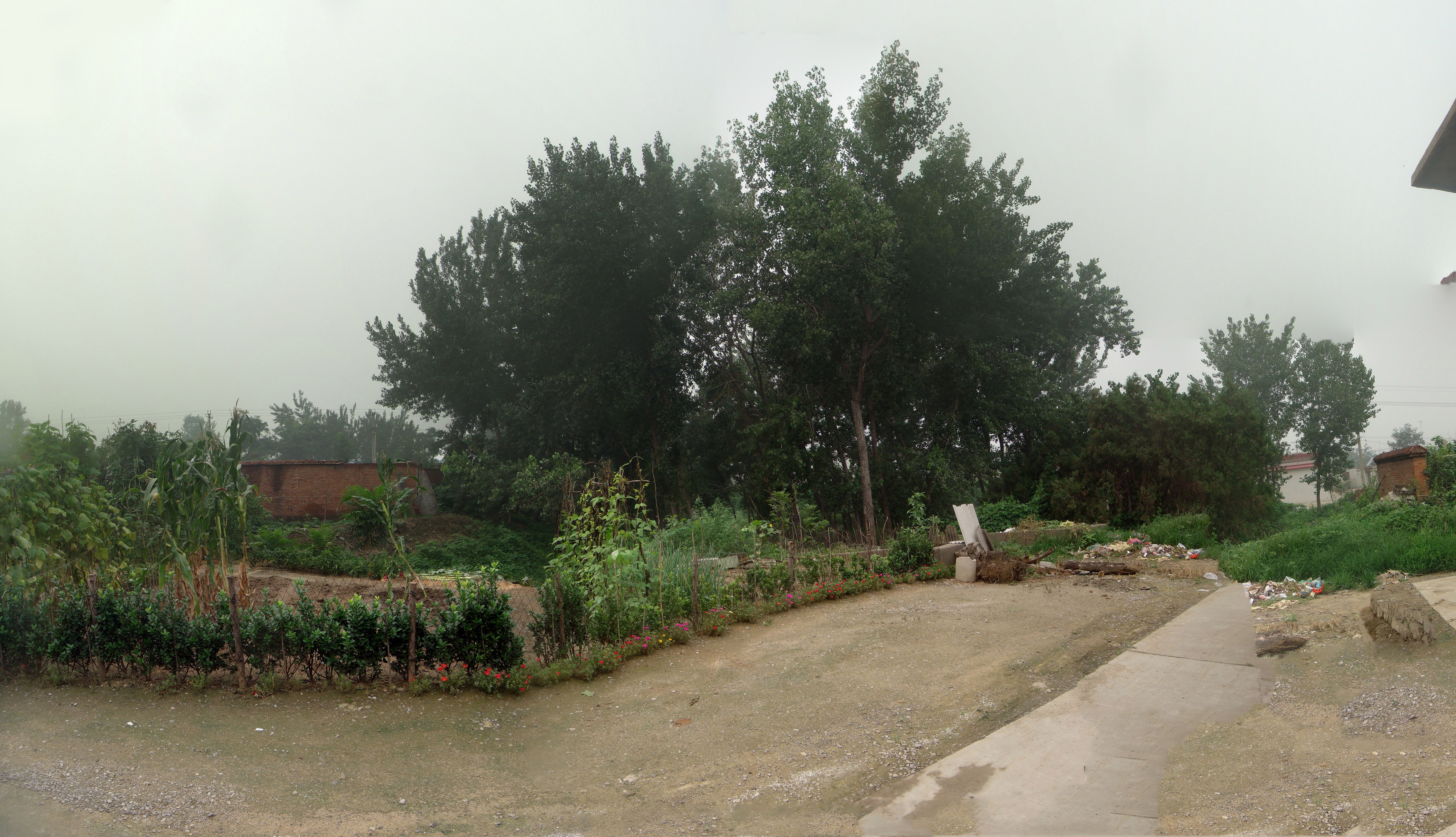
2011年的甸子惨案发生地，当地人称之为“死人坑”。

1942年5月9日下午，从日本傀儡政权丰润县政府开出了7辆日本军车，拉着中国人到甸子村的一处大坑中进行屠杀。日军把中国人逐个拉下来，蒙上眼睛，跪在大坑边上，用战刀砍死或刺刀刺死后把尸体推到大坑。其中第一辆车装的是抗日干部和八路军伤病员，日军让他们目睹同胞被杀死，要挟他们投降。妇女干部踢飞了日军利诱的金钱、戒指，结果被活活挑死；被捆绑的抗日干部用脚踹日军；有一个中国军人挣脱了手上的绳子，与日本人打了起来，被刺死。
屠杀了一个多小时之后终于结束了，日本军抓来了28个甸子村村民处理尸首。由于下雨，日本军返回，村民们开始寻找幸存者：“鬼子走了，谁还有口气，答应一声，我们救你。”有一个20多岁的人说“我要报仇”就咽气了。这次屠杀中，有201名抗日干部和群众遇难，只有两人幸免遇难。其中一人是砍头没砍上，瞬势滚下去装死；另一人为张子正，伤势很重。当地村民姚福林等乡亲把他抬回家包扎伤口后，藏在小庙，第二天用担架抬到了丰润县周凤庄岳父家。
甸子村村南的抗日烈士就义地建有烈土墓5座，现为新区革命纪念地。